# Autocross
Autocross, vrsta automobilističkog natjecanja. 

## Staza
Staza za autocross mora biti sljedeća: dužine od 500m do 2000m (mjereno s unutrašnje strane), širine od 8m do 25m ( ne računajući startni prostor). Sastavom je ravna ili valovita kružna zatvorena staza na terenu sa zemljanom podlogom (bez jaraka ili prijelaza preko vode). Može se izgraditi odvojeni startni prostor dužine ne veće od 30 m koji ne čini sastavni dio staze. Trkalište (staza) mora biti jasno označena. Obvezan je tretman zemljane podloge protiv sprječavanje dizanja prašine vodom i/ili posebnim sredstvima. Na startnom prostoru moraju biti ucrtana mjesta za 10 vozila koja su razvrstana u četiri reda (3-2-3-2). Startna mjesta moraju biti označena na zemlji razmakom redova od 8 metara. Prostor za svako vozilo iznosi 2,5 m koliko iznosi i širina između dva vozila. Drugi red je pomaknut u desno tako da startna pozicija drugog reda nema ispred sebe vozila. Startni prostor mora biti širok najmanje od 14,5m pa sve do iza prvog zavoja i mora imati mogućnost za prolaz najmanje 5 vozila u istoj ravnini. Dužina staze do prvog zavoja mora biti minimalno 80m. Za ciljnu ravninu odnosno ciljnu crtu mora se tako smjestiti da prolaskom iste nije moguće nastaviti vožnjom izravno u park vozača. Ako je neka ravnina duža od 150m nakon nje mora uslijediti zavoj najvećeg polumjera od 25m i promjena pravca kretanja od najmanje 45 stupnjeva (mjerenje se vrši od središnje crte staze). Postoji li na stazi devijacija, odnosno usporenje, mora ga se označiti na jasno vidljiv i nedvosmislen način.
Organizator je dužan osigurati najmanje jedno vozilo prilagođeno za polijevanje staze. Polijevanje staze može se obavljati dan prije održavanja natjecanja ili po završetku treninga i to s vodom i/ili posebnim sredstvima za učvršćivanje staze i protiv dizanja prašine. Sve crte na stazi i u startnom prostoru moraju biti čiste i vidljive,te bi se trebale ponovno iscrtati prije ponovnog starta. Komisija za licenciranje staze sukladno uvjetima može odrediti dužinu, širinu i zaštitu zona izlijetanja. Staza mora imati zaštite. Primjeri su za prvu razinu: zaštitna žičana ograda za publiku 2. Druga crta zaštite: a) izletne zone minimalne dužine 30m b) dvoredni ili troredni zaštitni branici c) betonski zid d) gumene barijere e) pješčane zamke s branikom ili betonskim zidom f) najmanje 2,5m visinske razlike između staze i prostora za publiku. Odbojnici od guma moraju biti izrađeni od guma osobnih automobila jednakog dijametra. Gume moraju biti složene do visine odbojnika i moraju biti zajedno uvezane (plastičnim vrpcama, ne metalnim) u bale, te pričvršćene za odbojnik. Zaštitna ograda treba biti izrađena od pocinčane žičane mreže veličine otvora max. 90 x 90mm i najmanje visine 250cm iznad površine staze. Potporni stupovi moraju biti najviše udaljeni 3 m, učvršćeni na podlogu, a odbojnici na stupove. Ako se upotrebljavaju zemljani nasipi, oni moraju biti najmanje 100cm visoki s vertikalno postavljanim zidom. Kao opće pravilo, zemljani nasipi ne smiju biti bliže od 3m od ruba staze. Za natjecanje potrebne su dvije žute, jedna crvena, jedna žuta s crvenim prugama, jedna plava, jedna zelena (nije svugdje obvezna), jedna bijela (nije svugdje obvezna), dijagonalna podijeljena zastava na crno-bijelo polje i crna ploča na koju se piše startni broj kažnjenog vozača,crna zastava i ploča na koju se piše startni broj kažnjenog vozača (za međ. natjecanja i fluorescentni pano), crna zastava s narančastim krugom i crnom pločom, zastava s crno-bijelim šahovskim poljima.
U Hrvatskoj je bilo nekoliko staza za autocross, ali veliku recesiju iz druge polovice 2000-ih preživjele su samo staza Rupe i Ozalj.

## Vanjske poveznice
- Facebook Autocross Hrvatska
- Autosport Autrocross
- Sportnet  Arhivirana inačica izvorne stranice od 8. lipnja 2019. (Wayback Machine) Autocross dobio novi dom: Istinski spektakl začinjen prašinom
- Racing.hr  Arhivirana inačica izvorne stranice od 9. studenoga 2019. (Wayback Machine) Autocross
- HAKS •Tehnička komisija za auto-športove  Arhivirana inačica izvorne stranice od 8. prosinca 2019. (Wayback Machine) FIA Dodatak Međunarodnog sportskog pravilnika, 2013. - Članak 279-TEHNIČKI PRAVILNIK ZA RALLYCROSS I AUTOCROSS AUTOMOBILE